# Parafia Najświętszej Maryi Panny Królowej Polski w Gorzowie Wielkopolskim
Parafia pw. Najświętszej Maryi Panny Królowej Polski w Gorzowie Wielkopolskim – rzymskokatolicka parafia w Gorzowie Wielkopolskim, należąca do dekanatu Gorzów Wlkp. – Trójcy Świętej, diecezji zielonogórsko-gorzowskiej, metropolii szczecińsko-kamieńskiej w Polsce, erygowana w 1984 roku.

## Historia parafii
Początki powstania parafii na Osiedlu Staszica w Gorzowie Wlkp. sięgają roku 1979 wówczas to Kuria Biskupia wniosła do władz wojewódzkich podanie o zezwolenie na budowę nowego ośrodka duszpasterskiego co  wynikało ze zbyt dużej liczby wiernych przypisanych do parafii katedralnej. Otrzymana  zgodę na  przejęcie terenów przy ul. Żeromskiego 22 spowodowała rozpoczęcie prac nad  projektem kościoła, które wykonał architekt Adam Szymski i po akceptacji przez biskupa gorzowskiego Wilhelma Plutę, rozpoczęto budowę świątyni.
Budowa trwała do roku 1984, a w dniu 9 września, odbyła się inauguracja działalności duszpasterskiej w nowo erygowanej parafii pw. NMP Królowej Polski. Wszelkie prace prowadzone były pod kierunkiem ks. infułata Władysława Sygnatowicza, któremu pomagał ks. Alojzy Budnik, jeden z pierwszych wikarych przydzielonych do parafii. Proboszczem nowo powstającego ośrodka duszpasterskiego, liczącego około 25 000 wiernych, został ks. Kazimierz Helon.

## Miejsca kultu

### Kościół parafialny
Kościół Najświętszej Maryi Panny Królowej Polski w Gorzowie Wielkopolskim – w 1984 roku bp Wilhelm Pluta poświęcił tzw. kościół dolny. Świątynia, po przebudowie, została konsekrowana w 2000 roku przez bp. Adama Dyczkowskiego.

### Sanktuarium
W wyniku dalszej rozbudowy kościoła powstała w roku 1992 kaplica pw. Miłosierdzia Bożego. Ks. proboszcz Roman Harmaciński wystosował prośbę do Kurii Biskupiej o rozpoczęcie kultu św. Weroniki Giuliani klaryski kapucynki w tutejszej parafii. Po otrzymaniu zgody powstała (kaplica) – sanktuarium św. Weroniki Giulianii, którego konsekracji dokonał biskup zielonogórsko-gorzowski Adam Dyczkowski w dniu 9 maja 1997 roku.

## Zasięg parafii
Ulice w Gorzowie Wielkopolskim:

- ul. Asnyka,
- ul. Bajana,
- ul. Chopina,
- ul. Chyża,
- ul. Dąbrowskiej,
- ul. Długosza,
- ul. Dunikowskiego nry parzyste od 2 do 10,
- ul. Fredry nry nieparzyste od 1 do 7,
- ul. Grottgera,
- ul. Kasprowicza,
- Al. Konstytucji 3 Maja,
- ul. Kochanowskiego,
- ul. Konopnickiej,
- ul. Kossaka,
- ul. Kruczkowskiego,
- ul. Matejki nry 17-79,
- ul. Myśliborska,
- ul. Norwida,
- ul. Orla, Osiedle przy Stadionie,
- ul. Prusa,
- ul. Reja,
- ul. Reymonta,
- ul. Skłodowskiej,
- ul. Sokola,
- ul. Sportowa,
- ul. Szymanowskiego,
- ul. Tańskiego,
- ul. Tuwima,
- ul. Wyczółkowskiego,
- ul. Wyspiańskiego,
- ul. Zapolskiej,
- ul. Żeromskiego

## Grupy parafialne
- Neokatechumenat
- Rycerstwo Niepokalanej

## Proboszczowie
- ks. Kazimierz Helon (1984–1987)
- ks. Eugeniusz Jankiewicz (1987–1989)
- ks. Mieczysław Wykrota (1989–1996)
- ks. Roman Harmaciński (1996–2007)
- ks. Roman Litwińczuk (2007–2012)
- ks. Grzegorz Polowczyk (2012–2022)
- ks. Tomasz Sałatka (od 2022)